# بدوطر جنوبي
بدوطر جنوبي (الاسم العلمي: Bodotria australis) هو نوع من المفصليات يتبع جنس البدوطر من الفصيلة البدوطرية.